# Línea 502 (Bahía Blanca)
La Línea 502 es una línea de colectivos de Bahía Blanca, es operado por la empresa T.A SAN GABRIEL y anteriormente fue bahía transporte sapem

## Recorridos
- Troncal: Avda. General Arias, Cabo Farina, Boulevard Estrada, Emilio Rosas, Calle 1.810, Avda. General Arias, Ecuador, Tte. Farías, Mapuche, Brickman, Río Negro, Chile, Neuquén, Thompson, Pueyrredón, Brown, Vieytes, Rondeau, Martiniano Rodríguez, 12 de Octubre, Córdoba, Avda. Alem, Florida, Guido Spano, Cuyo, Dr. Leónidas Lucero, N. Mallea, Guido Spano, E. Gónzalez, La Falda, De Angelis, Witcomb, De Angelis, 12 de Octubre, E. González, Witcomb, N. Mallea, La Falda, Florida, Avda. Alem, Salta, F. Sánchez, Sarmiento, Estomba, Chiclana, Donado, Darragueira, Montevideo, Italia, Río Negro, Brickman, Mapuche, Tte. Farías, Ecuador, Avda. General Arias hasta Cabo Farina.

- Ramal Conicet : Avda. General Arias, Cabo Farina, Boulevard Estrada, Emilio Rosas, Calle 1.810, Avda. General Arias, Ecuador, Tte. Farías, Mapuche, Brickman, Río Negro, Chile, Neuquén, Thompson, Pueyrredón, Brown, Vieytes, Rondeau, Martiniano Rodríguez, 12 de Octubre, Córdoba, Avda. Alem, Florida, Avda. Juan Domingo Perón, Rodolfo Kusch, Córdoba, Camino de Circunvalación, Los Churrinches, El Resero, Las Quintas, José Hernández, Avda. Alem, Salta, F. Sánchez, Sarmiento, Estomba, Chiclana, Donado, Darragueira, Montevideo, Italia, Río Negro, Brickman, Mapuche, Tte. Farías, Ecuador, Avda. General Arias hasta Cabo Farina.